# Museo dell'Esperanto a Svitavy

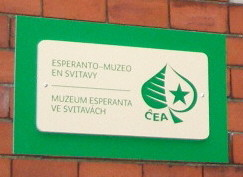
Targa all'ingresso

Il Museo dell'Esperanto a Svitavy fa parte del museo della città di Svitavy (Repubblica Ceca) e presenta la storia e l'attività corrente del movimento Esperantista. È stato inaugurato nel settembre 2008.

## Posizione
Il museo si trova nell'edificio più bello della città, nella casa di Ottendorfer, che fu costruita nel 1892 da un patrono americano, nato a Svitavy, Valentin Oswald Ottendorfer. L'architetto di Brno Germano Wanderley progettò la casa, mentre il sindaco della città, Friedrich Sander, affidò la costruzione dell'edificio a Johann Bier. La casa è anche conosciuta come The Red Library, perché le sue pareti hanno un colore rosso mattone.

### Funzione originale dell'edificio
La casa ha ospitato anche una biblioteca pubblica con 7.400 libri in tedesco, che in seguito si espanse in una collezione di 22.000 volumi. A quel tempo, la città era abitata principalmente da persone di lingua tedesca. Di tanto in tanto, concerti, spettacoli teatrali e lezioni si svolgono nel forum al piano superiore.
La collezione di libri è considerata superba, poiché Ottendorfer voleva rendere la letteratura di buona qualità accessibile a un pubblico più ampio. Sperava che altre città avrebbero seguito il suo modello. Decise quindi di catalogare la collezione secondo il Dewey Decimal System.
Durante la seconda guerra mondiale, molti libri furono rubati, e ancora di più durante il periodo comunista, fino a quando rimasero solo 6.000 volumi. Questi sono ora conservati nell'edificio dall'altra parte della piazza, nel museo cittadino di Svitavy.

### Fondazione del museo dell'Esperanto

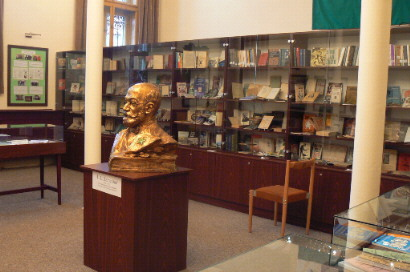
Sala espositiva principale del museo

Al pianterreno della casa Ottendorfer c'era una stanza vuota, che è sempre appartenuta al museo. I relatori locali dell'esperanto hanno proposto al direttore del museo e al sindaco la creazione di un'esposizione sulla storia del movimento esperanto. Erano entrambi entusiasti dell'idea. Non solo raggiunsero un accordo con il ministero della cultura, ma ricevettero anche un sostegno finanziario per restaurare e dotare la stanza degli arredi necessari. Gran parte del lavoro è stato svolto dalla comunità esperantista locale, che è stata anche assistita dall'associazione ceca di esperanto e da altre persone dall'estero. Il museo della città ha preso in prestito il busto di Zamenhof e molti libri della vicina Česká Třebová, che ha la più grande collezione di libri in esperanto nella Repubblica Ceca. Ma lì, i libri sono conservati in un archivio lontano dal pubblico per esigenze scientifiche, mentre a Svitavy sono esposti per il grande pubblico.

### Disposizione del museo
I libri in esperanto sono esposti in sette vetrine, ordinati per tema delle singole mostre. Il museo mostra anche libri attuali, che possono essere acquistati. Dietro gli schermi è uno spazio chiuso con scaffali di libri di esperanto. Altre mostre possono essere viste sui cinque tavoli coperti di vetro, insieme a 13 cornici sul muro riguardanti diversi argomenti del movimento. C'è anche una mostra di spille, bottoni e altri piccoli oggetti storicamente significativi dell'esperanto. I visitatori possono anche interagire con un computer touchscreen per saperne di più su specifiche aree di interesse. Nelle vicinanze si trova una piccola raccolta di riviste e opuscoli che i visitatori possono portare con sé gratuitamente. La stanza sul retro del museo ha un piccolo caffè dove le persone possono chiacchierare.

## Attività
Nell'ottobre 2011, il museo ha ospitato l'Esperanto Wikimania, un evento tenutosi in occasione del decimo anniversario della Wikipedia in esperanto.